# Соверия Симери
Соверѝя Сѝмери (на италиански: Soveria Simeri) е село и община в Южна Италия, провинция Катандзаро, регион Калабрия. Разположено е на 367 m надморска височина. Населението на общината е 1626 души (към 2012 г.).